# Ludvig Wrangell
Ludvig Heinrich Wrangell (15 oktober 1872 – 18 mei 1948) was een Noors violist en muziekpedagoog.

## Loopbaan
Ludvig H. Wrangell werd als derde kind geboren binnen het gezin van instrumentmaker Ludvig Wrangell (Oslo, 1838-1914) en Lavine Johanne Sundene (Kristiansund, 1841). Zijn zuster Alfhild (Wrangell Bull) was ook kortstondig in de muziek actief. 
Hij kreeg zijn muzikale opleiding in Noorwegen. Gudbrand Bøhn (viool) en Ludvig Lindemann en Iver Holter (muziektheorie). Vervolgens trok hij naar Duitsland Karl Bargheer, op zich weer een leerling van Joseph Joachim. In 1902 was Wrangell betrokken bij een privémuziekschool gesticht door Tyra Bentsen. Hij vertrok naar de Verenigde Staten  (zoals veel Noren toen) en bleef tot op late leeftijd lesgeven onder meer aan de Wisconsin Conservatory of Music (1908) in Madison (Wisconsin). Hij stichtte vervolgens in 1913 zijn eigen conservatorium (Wrangell Conservatory of Music). Hijzelf was leider van het plaatselijke orkest. Met zijn vrouw speelde hij in het naar hem genoemde strijkkwartet. Norma Schoen is een van zijn leerlingen.
Hij is medehouder van een octrooi op een kinsteun voor de viool.
Enkele concerten:
- 23 maart 1889: met een mannenorkest onder leiding van Johan Edvard Hennum
- mei 1890: uitvoering van het Vioolconcert nr. 22 van Giovanni Battista Viotti
- 8 april 1894: koffieconcert
- 15 november 1894; Concert met Olai Selberg en Sofie Selberg
- 5 december 1902: een avond van Catharinus Elling, die een muziekhistorische avond hield met muziek van Ludwig van Beethoven; Wrangell speelde samen met Hildur Andersen en Otto Buschmann zijn strijktrio en sonate voor viool en piano; organiatie was in handen van Tyra Bentsen
- februari 1937: in Milwaukee

Composities: 
- The prairie (1936)